# Phronia hilaris
Phronia hilaris är en tvåvingeart som beskrevs av Gagne 1975. Phronia hilaris ingår i släktet Phronia och familjen svampmyggor.
Artens utbredningsområde är Washington. Inga underarter finns listade i Catalogue of Life.